# Щур Юрій Володимирович
Щур Юрій Володимирович (*2 жовтня 1938 року — 10 вересня 2013) — географ, кандидат географічних наук, доцент. Закінчив у 1965 році географічний факультет Київського університету. Працював у 1965–1970 роках інженером, пізніше молодшим науковим співробітником відділу картографії Сектора географії НАН України. У Київському університеті працює з 1970 року асистентом, пізніше науковим співробітником, з 1994 року доцентом на кафедрі географії України. Кандидатська дисертація «Методика ландшафтно-картографічного аналізу геосистем та фізико-географічних процесів з метою раціонального природокористування (на прикладі природних зон України)» захищена у 1992 році.
Учасник ліквідації наслідків аварії на ЧАЕС.

## Наукові праці
Сфера наукових досліджень: ландшафтне картографування, картографування фізико-географічних процесів, основи активного туризму та безпеки життєдіяльності. Автор понад 80 наукових праць. Основні праці:
1. Несприятливі природні процеси на території України: Карта масштабу 1:750 000. — К., 1986.
2. Конструктивно-географічні основи раціонального природокористування УРСР: Київське Придніпров'я. — К., 1988.
3. Ландшафтні основи радіомоніторингу 30-км зони ЧАЕС. — К., 1992.
4. Спортивно-оздоровчий туризм. — К., 2008.
5. Безпека життєдіяльності. — К., 2008.